# Genfer Schule (Literaturwissenschaft)
Als Genfer Schule (französisch: École de Genève) bezeichnet man eine Gruppe von romanistischen Literaturwissenschaftlern, von denen einige institutionell mit der Universität Genf verbunden waren und deren wissenschaftliche Arbeiten von verwandten, wenn auch nicht identischen literaturtheoretischen Überzeugungen geprägt sind. Im engeren Sinn zählen zur Genfer Schule Marcel Raymond, Albert Béguin, Georges Poulet, Jean Rousset, Jean Starobinski und Jean-Pierre Richard. Die Gruppe hatte vor allem zwischen 1950 und 1970 einen grossen Einfluss auf die internationale Literaturwissenschaft.

## Name
Die Bezeichnung «Genfer Schule» wurde von Georges Poulet lanciert und in der Folge von Historikern der Literaturwissenschaft in methodologischen Darstellungen aufgegriffen und so verbreitet. Die Gruppe selbst hat diese Bezeichnung jedoch abgelehnt, da der Ausdruck «Schule» eine einheitliche Lehrmeinung und ein gemeinsames verbindliches Programm voraussetzt, die es in Wirklichkeit nie gegeben hat. Es existiert daher auch kein theoretisches Standardwerk oder Lehrbuch, das die Überzeugungen der Gruppe festhalten würde. Poulet selbst hat die Benennung später als falsch bezeichnet.
Die einzelnen Mitglieder der Gruppe selbst sahen ihre Zusammengehörigkeit vor allem in den freundschaftlichen Beziehungen unter den einzelnen Wissenschaftlern begründet, die sich auch ins Private erstreckten, und in einer gewissen Geistesverwandtschaft, die jedoch  auch grundsätzliche theoretische und methodische Differenzen nicht ausschloss, wie der Briefwechsel zwischen Raymond und Poulet dokumentiert. Aus wissenschaftssoziologischer Sicht ist es sicher angebracht, zumindest von einer «Gruppe» zu sprechen. Davon zeugen die Praxis des gegenseitigen Rezensierens und Kommentierens von Publikationen, die gegenseitigen Vorworte zu Publikationen, gemeinsam besuchte oder organisierte Tagungen und Diskussionskreise sowie die zum Teil ausgedehnte briefliche Korrespondenz zwischen einzelnen Mitgliedern.
Das Attribut «Genfer» in der Bezeichnung «Genfer Schule» verweist einerseits auf die institutionelle Bindung an die Universität Genf, die ausser Poulet und Richard alle Mitglieder der Gruppe aufweisen, andererseits auf die Differenzen zu der in jener Zeit in Frankreich, und vor allem in Paris, vertretenen Auffassung von Literaturwissenschaft, die noch stark positivistisch orientiert war.

## Geschichte und Personen
Die «Genfer Schule» wurde nicht im eigentlichen Sinn «gegründet». Der intellektuelle Austausch und die persönliche Wertschätzung entstand vielmehr durch die an der Universität geknüpften Kontakte.
Raymond und Béguin, die gleichsam die erste Generation der Genfer Schule bildeten, haben gleichzeitig in Genf studiert. Rousset und Starobinski haben beide später bei Raymond studiert. Poulet freundete sich mit Raymond und Starobinski an. Mit letzterem unterrichtete er gemeinsam an der Johns Hopkins University in Baltimore. Raymond unterstützte später aktiv die Berufung Poulets an die Universität Zürich. Richard war mit Poulet befreundet und stand in regem Briefaustausch mit diesem und mit Starobinski.